# Schönbühel-Aggsbach
Schönbühel-Aggsbach – gmina targowa w Austrii, w kraju związkowym Dolna Austria, w powiecie Melk. Liczy 1008 mieszkańców (1 stycznia 2014).